# São Tomé de Covelas
São Tomé de Covelas ist ein Ort und eine ehemalige Gemeinde im Norden Portugals.
São Tomé de Covelas gehört zum Kreis Baião im Distrikt Porto. Die Gemeinde hatte eine Fläche von 5,9 km² und 576 Einwohner (Stand 30. Juni 2011). Bis zum Juli 2001 hieß der Ort Covelas
Am 29. September 2013 wurden die Gemeinden São Tomé de Covelas und Santa Cruz do Douro zur neuen Gemeinde União das Freguesias de Santa Cruz do Douro e São Tomé de Covelas zusammengefasst.